# دانيال لينسينا ريبس
دانيال لينسينا ريبس مواليد 5 فبراير 1977 في إسبانيا، هو لاعب كرة مضرب ليتواني سابق وكان يلعب باليد اليمنى، اعتزل اللعب في 2009. أعلى تصنيف له في الفردي كان المركز الـ 591. أعلى تصنيف له في الزوجي كان 671.

## روابط خارجية
- دانيال لينسينا ريبس على موقع رابطة محترفي التنس (الإنجليزية)
- دانيال لينسينا ريبس على موقع الاتحاد الدولي لكرة المضرب (الإنجليزية)
- دانيال لينسينا ريبس على موقع كأس ديفيز (الإنجليزية)
- دانيال لينسينا ريبس على موقع خلاصة التنس.كوم (الإنجليزية)